# 望木祐子
望木 祐子（もうぎ ゆうこ、1958年2月14日 - ）は、日本の女優、声優。東京都出身。身長153cm。劇団昴所属。

## 出演作品

### テレビアニメ
2003年
- R.O.D -THE TV-（老女）
- クロノクルセイド（老婆）

2005年
- 蟲師（澪の母）

2006年
- Ergo Proxy（空虚人）
- ちょこッとSister（大家さん）

2007年
- BLUE DROP 〜天使達の戯曲〜（マリの祖母）

2009年
- 東京マグニチュード8.0（古市美佐子）

### OVA
2006年
- カレイドスター Legend of phoenix 〜レイラ・ハミルトン物語〜（婦人）

### ゲーム
2005年
- 水の旋律（式部水琴）

### 吹き替え
- ER緊急救命室（アテーナ）
- WITHOUT A TRACE/FBI 失踪者を追え!3（校長）
- 運命の女
- クリミナル・マインド FBI行動分析課
- クリマナル・マインド 特命捜査班レッドセル
- しあわせの処方箋
- ダークエイジ・ロマン 大聖堂
- ダメージ（ミルドレット）
- チャームド 〜魔女3姉妹〜
- デスパレートな妻たち
- 犯罪捜査官 アナ・トラヴィス
- ミス・マープル2 親指のうずき（マージョリー）
- 名探偵モンク